# Eizo Sakamoto
Eizo Sakamoto (坂本英三) é um cantor japonês nascido em 23 de fevereiro de 1964 em Nishinomiya.

## Carreira
Nos anos 80, fez sucesso com a banda Anthem, que deixou sua marca na história do heavy metal do Japão. No final da mesma década, deixou o grupo e, pouco tempo depois, fundou outra banda famosa, o Animetal, que fazia covers de músicas de anime e tokusatsu no estilo heavy metal.
Sakamoto também lançou álbuns solo autorais e um projeto individual na linha do Animetal, o EIZO Japan. Também lançou músicas para o anime Samurai X.
Em 2000, juntou-se a conhecidos nomes das anisons (Hironobu Kageyama, Ichiro Mizuki, Rica Matsumoto e Masaaki Endoh) para fundar o JAM Project, do qual participou por alguns anos e gravou dois álbuns. Na mesma época, voltou ao Anthem, mas acabou saindo de novo. Em 2013, se juntou ao guitarrista She-Ja, colega do Animetal, para fundar a banda Aisenshi.
Sakamoto já veio ao Brasil algumas vezes, tendo inclusive feito parcerias com artistas brasileiros, como a participação em duas músicas no álbum OST, da banda Gaijin Sentai. O cantor também fez shows em diferentes cidades, em eventos como o Anime Friends e o SANA.
Sakamoto fundou a banda UNCHAINED, que fez turnê para divulgar seu segundo álbum em 2025.

## Discografia
1998 Another Face (EP)
1999 Speed Metal Show
2000 Metal Icchokusen
2002 Shout Drunker
2003 Metal Handsome Man
2006 Metal Handsome Man 4 Forever Young
2009 EIZO Japan I
2009 EIZO Japan II
2010 EIZO Japan III
2010 Super anime song Legend of the 1990's
2011 Golden Hits
2014 Heavenly Days